# Orpierre

Orpierre este o comună în departamentul Hautes-Alpes, Franța. În 2009 avea o populație de 318 de locuitori.